# Friedrich von Buddenbrock (General, 1781)
Friedrich Ernst Wilhelm von Buddenbrock (* 30. August 1781 in Strehlen; † 18. Januar 1867 in Berlin) war ein preußischer Generalleutnant.

## Leben

### Herkunft
Seine Eltern waren Friedrich Wilhelm von Buddenbrock (1733–1804) und dessen Ehefrau Friederike Christiane Helene, geborene von Arzat und Groß-Schottgau (1750–1815) aus dem Haus Wammen. Sie war eine Tochter von Ernst Friedrich von Arzat und Groß-Schottgau, Erbherr auf Geppersdorf und Wammer und dessen Ehefrau Christine Friderike Sophie von Burgsdorf aus dem Hause Kummelswitz. Der Vater war preußischer Oberst a. D., zuletzt im Kürassierregiment „von Schlitz“, Ritter des Ordens Pour le Mérite sowie Herr auf Ottlau.

### Militärkarriere
Buddenbrock trat am 4. Januar 1794 als Gefreitenkorporal in das Infanterieregiment „von Pfuel“ ein und avancierte bis April 1800 zum Sekondeleutnant. Während des Vierten Koalitionskrieges kämpfte er in der Schlacht bei Auerstedt und wurde 1807 inaktiv gestellt. Er schloss sich 1809 der Schwarzen Schar des Herzogs von Braunschweig an, verließ diese aber bald wieder. Am 8. August 1812 wurde er dann als Sekondeleutnant dem Schlesischen Schützenbataillon aggregiert und am 8. Februar 1813 als Premierleutnant in das 1. Ostpreußische Infanterie-Regiment versetzt. Während der Befreiungskriege kämpfte Buddenbrock in den Schlachten bei Großgörschen, Bautzen, an der Katzbach und Leipzig. Beim Übergang bei Wartenburg wurde er verwundet und mit dem Eisernen Kreuz II. Klasse ausgezeichnet, auch bei Laon wurde er verwundet. Ferner befand er sich bei den Gefechten bei Colditz, Hochkirch, Reichenbach, Saint-Dizier, La Chaussee, Chalons, Mery und Chateau-Thierry. Bei Dieux Maison erwarb er den Orden des Heiligen Wladimir IV. Klasse. In dieser Zeit wurde er am 8. Dezember 1813 Stabskapitän sowie am 9. Januar 1814 Kapitän und Kompaniechef.
Nach dem Krieg avancierte Buddenbrock Anfang April 1816 zum Major und wurde 1825 mit dem Dienstkreuz ausgezeichnet. Er wurde am 30. März 1832 zum Oberstleutnant befördert und am 18. April 1834 mit der Führung des 5. Infanterie-Regiment beauftragt. Am 2. September 1834 folgte seine Ernennung zum Regimentskommandeur sowie am 30. März die Beförderung zum Oberst. In dieser Stellung erhielt Buddenbrock den Orden der Heiligen Anna II. Klasse. Am 25. März 1841 wurde er als Kommandant in die Festung Königsberg versetzt und am 8. April 1841 dem 5. Infanterie-Regiment aggregriert. Am 7. April 1842 erfolgte seine Beförderung zum Generalmajor und anlässlich seines 50-jährigen Dienstjubiläums erhielt er den Roten Adlerorden II. Klasse mit Eichenlaub. Am 5. Mai 1848 bekam er seinen Abschied mit dem Charakter als Generalleutnant und gesetzlicher Pension. Er wurde noch am 27. Januar 1864 zum Ehrensenior des Eisernen Kreuzes II. Klasse ernannt, bevor er am 18. Januar 1867 in Berlin starb und am 21. Januar 1867 auf dem Garnisonfriedhof beigesetzt wurde.

### Familie
Buddenbrock heiratete am 15. August 1815 in Paris Christiane Emilie (Amilie) von Leslie (1792–1828), Tochter des Generalchirurg David Christian von Leslie (1745–1806) und dessen Ehefrau Maria Sophia Lutz. Das Paar hatte mehrere Kinder:
- Emilie Leopoldine (* 1817)
- Friedrich Ernst Wilhelm (*/† 1819)
- Ludwig Heinrich Rudolf (1821–1895), Sekondeleutnant, Herr auf Ottlau, Mitglied des Reichstages

⚭ 1843 Emilie von der Goltz (1826–1875)
⚭ 1876 Anna von Buddenbrock (* 1852)
- Friederike Sophie Emilie (* 1823)
- Alfred (1826–1887), preußischer Generalleutnant ⚭ Anna von Sobbe (1833–1897)

Nach dem Tod seiner ersten Frau heiratete er am 4. Mai 1830 Charlotte de Rege (1790–1856), die nach ihrem Tod am 9. August 1856 auf dem Garnisonfriedhof in Berlin beigesetzt wurde.